# Roger DeCoster

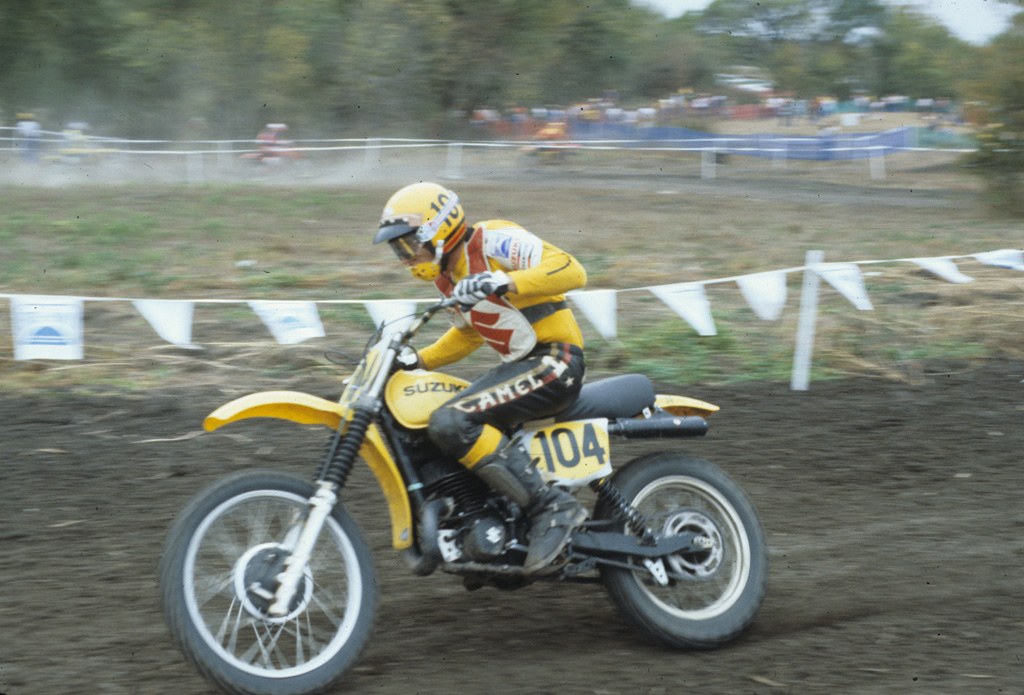
Roger DeCoster auf Suzuki, 1977

Roger DeCoster (* 28. August 1944 in Uccle, Belgien) ist ein ehemaliger belgischer Motocross-Fahrer und fünffacher Weltmeister.

## Karriere
DeCoster begann seine Profikarriere mit der tschechoslowakischen Firma ČZ in der Klasse bis 500 cm³. Nach dem Gewinn der belgischen Meisterschaft 1966 stieg er 1967 in die Weltmeisterschaft auf. Der erste Rennsieg folgte ein Jahr später.
1971 wechselte DeCoster von ČZ zu Suzuki und holte zwischen 1971 und 1976 fünf von sechs möglichen Titeln in der 500er-Klasse. Nur 1974 musste er sich Heikki Mikkola geschlagen geben.
1980 ging DeCoster für seine letzte Saison zu Honda und gewann das letzte Rennen seiner aktiven Karriere, den 500-cm³-Grand-Prix von Luxemburg.

## Statistik

### Ehrungen
- DeCoster wurde 1994 in die Motorsports Hall of Fame of America und 1999 in die AMA Motorcycle Hall of Fame[1] aufgenommen.

### WM-Resultate
| Jahr | Klasse  | WM-Platz | Team   |
| ---- | ------- | -------- | ------ |
| 1970 | 250 cm³ | 3.       | ČZ     |
| 1971 | 500 cm³ | 1.       | Suzuki |
| 1972 | 500 cm³ | 1.       | Suzuki |
| 1973 | 500 cm³ | 1.       | Suzuki |
| 1974 | 500 cm³ | 2.       | Suzuki |

| Jahr | Klasse  | WM-Platz | Team   |
| ---- | ------- | -------- | ------ |
| 1975 | 500 cm³ | 1.       | Suzuki |
| 1976 | 500 cm³ | 1.       | Suzuki |
| 1977 | 500 cm³ | 2.       | Suzuki |
| 1978 | 500 cm³ | 3.       | Suzuki |